# Solletico (programma televisivo)
(Slogan del programma.)
Solletico è stato un programma televisivo per ragazzi andato in onda su Rai 1 dal 1994 al 2000. Il contenitore pomeridiano ospitava cartoni animati e serie televisive; grande spazio era dedicato anche ai giochi interattivi via telefono. Il programma andava in onda in diretta dagli studi Rai della Fiera di Milano, tranne la prima edizione trasmessa dagli studi Rai di Torino.

## Storia

### Edizione 1994
Solletico inizia il 21 marzo 1994 sostituendo il programma Uno per tutti (versione modificata e rinominata dello storico programma-contenitore pomeridiano Big!), con la conduzione di Mauro Serio, affiancato poi da Elisabetta Ferracini, affiancati ogni tanto da Michael Cadeddu, soprannominato "Lenticchia".

Tra le rubriche vi era Solletico - Ricetta (dedicata alla cucina), dove Serio ascoltava, divertendosi, le ricette che proponeva Michele Pezzoni, il "cuochino di Solletico" (che non partecipò in seguito ad altri programmi televisivi). Poi viene inserito uno spazio per gli esperimenti scientifici, con protagonisti due bambini vestiti da scienziati, che Serio soprannominò "Ein" e "Stein"; esso si chiudeva con la frase
Verso la fine della trasmissione, 2 squadre di bambini, i Ramarri verdi e le Pantere rosa, si affrontavano nella Sfida.

### Edizione 1994-1995
Nell'inverno del 1994 viene inaugurata Tilt TV, programma di sketch animato da quattro pupazzi videodipendenti:
- Lorefio, DJ stile Fiorello (voce di Luigi Rosa);
- Makò, regista (voce di Cesare Capitani);
- Tina, la donna del gruppo (voce di Anna Bonel nel biennio 1994-1995 e Dania Cericola nel triennio 1995-1997) ;
- Lillo, affamato quanto fantasioso (voce di Claudio Migliavacca).

Si aggiunge anche uno spazio dedicato alla cultura di tutto il mondo, dove ogni settimana veniva portato in studio un bambino proveniente da un luogo diverso: Russia, Brasile, Giappone, Norvegia, Grecia, ecc., che portava con sé piatti o oggetti tipici.
Alle ore 16:45 c'era lo spazio dedicato agli animali. Ogni giorno, Elisabetta Ferracini, insieme ad esperte e ai bambini, presentava un animale diverso, cani, gatti e a volte anche animali esotici.
Fino all'edizione del 1997 veniva mandato in onda, ogni giorno alle ore 16:00, un episodio de Le storie di Farland, sorta di serie fantasy, un vero e proprio "film" ambientato in un mondo fantastico.
Ogni puntata, in genere, si concludeva con uno spettacolo di balletto o di musica i cui protagonisti erano sempre i bambini.

### Solletico Vacanze
Il programma andava in onda anche d'estate riproponendo il meglio dell'edizione, in attesa di riprendere le nuove puntate la stagione successiva.

### Edizione 1996-1997
I conduttori sono affiancati da un teschietto virtuale chiamato Osso, doppiato e animato da Gigi Rosa, che prende il posto di "Lenticchia".

### Edizione 1997-1998
Il 2 febbraio 1998, all'interno del programma inizia TG Ragazzi (poi denominato GT Ragazzi), condotto da Tiziana Ferrario, destinato a diventare in futuro una trasmissione a sé dalla stagione 2000-2001 su Rai 3.

### Edizione 1998-1999
L'edizione inizia il 31 agosto 1998 e termina il 28 maggio 1999. Dal 6 gennaio Ferracini viene sostituita da Irene Ferri, oltre ad un gruppo di ragazze chiamate Solletichine (Chiara Silvia Maiocchi, Anna Bianco, Cristina Pegoraro, Caterina Poiani). Viene inserita anche una postazione internet (presentata dall'argentino Fernando López) per scovare i siti più strani, e lo studio pullulava di ragazzi impegnati in svariate attività.
L'ambientazione si fa più fantastica e viene aumentato l'utilizzo della tecnologia informatica nei nuovi giochi, come Solletierrore e Suonaltelefono.
Ogni puntata acquista in questa stagione un carattere monotematico con proposte mirate e inerenti al tema del giorno:
- Lunedì: Zoolletico, dedicato al mondo degli animali, con la presenza in studio del reporter Stefano Guizzi
- Martedì Solletimmaginario, dove, al grido di l'immaginario al potere!, i personaggi di favole, romanzi e film comparivano nello studio, accompagnando la trasmissione per tutta la giornata
- Mercoledì: Io e la mia città, si vedevano "Video Cartoline" delle città di alcuni ragazzi, che poi venivano invitati in studio a raccontare delle loro passioni.
- Giovedì: Solletimusica, dedicato alla musica, con i giochi in studio Doremifasolletico e Suona con i piedi
- Venerdì: Solletico-sala giochi, con i giochi Millelandia, Colora Il Quadro, Time Wing, Stellaris, il gioco ispirato al cartone di Sandokan, Hotel Cartoon e Crucinews.

I cartoni presentati sono Heidi, Quasimodo, La principessa Sissi, Sandokan, Le avventure di Tin Tin, Sei in arresto!, Jumanji, mentre i telefilm sono Lassie, Le avventure della famiglia Robinson e Zorro.

### Casa Solletico
A partire da agosto 1999 va in onda la sit-com Casa Solletico, con i protagonisti (chiamati la "Solletifamily") che hanno contraddistinto di più nelle passate edizioni il programma, tra cui Mauro Serio, Irene Ferri, Fernando López e le Solletichine. Le storie si svolgono nella nuova abitazione virtuale di Mauro Serio, il quale ospiterà a casa sua sia i vecchi che i nuovi personaggi. Tra i personaggi introdotti il miope giornalista "interattivo" del Solletiggì Felice Benvenuto (Gigi Rosa), la signorina Cocò (Angela Parmigiani), il portiere napoletano Antonio (Francesco Maria Cordella), il fidanzato di Irene Max Ridge (Paolo Calabresi), mamma Lucy (Liliana Cusartelli) e l'ex compagna di scuola di Mauro Ingrid (Rosy Morgese).

### Edizione 1999-2000
L'ultima edizione del programma va in onda da ottobre 1999 a maggio 2000, con il nome di Solletico 2000. La conduzione è affidata ad Arianna Ciampoli e Michele La Ginestra, al posto del quale tornerà poi Mauro Serio; inizialmente fu contattato Giovanni Muciaccia (già conduttore di La Banda dello Zecchino con la Ciampoli) che dopo una lunga riflessione rifiutò per condurre Art Attack, con cui raggiunse il successo nazionale. Cambia la scenografia, che diventa una sorta di megaminimondo. Arrivano in studio anche il signor Antonio e la signora Daniela che rispondono alle curiosità dei bambini in studio e dei telespettatori da casa. Viene introdotto il "graditel", una sorta di auditel tramite cui il pubblico poteva segnalare in diretta il proprio apprezzamento per i cartoni e per i telefilm trasmessi.
Il programma vuole diventare una sorta di "piazza televisiva" dove far incontrare i bambini e renderli protagonisti, seguendo un tema guida in grado di stimolare la loro creatività e aiutarli a giocare, scrivere racconti e diventare a loro volta autori di domande. Il contenitore ospita i cartoni animati Angry Beavers, Biker Mice da Marte, Renada, Tommy & Oscar ed inoltre i telefilm La nuova famiglia Addams e Le simpatiche canaglie.

### Solletico Story
Venne riproposto il meglio delle ultime due edizioni del programma. Tra i cartoni debuttarono Orson & Olivia e 00Mike.

### Chiusura
Il programma chiude nel giugno 2000 anche a causa dei bassi ascolti, e lascia il posto a La vita in diretta condotta da Michele Cucuzza e promossa da Rai 2 a Rai 1.
Da questo momento è proprio Rai 2 a coprire quel target di piccoli telespettatori, soprattutto nella fascia mattutina, che già dal 1997 era presidiata dal contenitore privo di conduzione Go-Cart mattina (sostituita dal 2005 al 2008 da Random e dal 2008 al 2014 da Cartoon Flakes). Rai 2 continua comunque a trasmettere alcuni cartoni e telefilm per ragazzi anche in orario pomeridiano, nel nuovo spazio (anch'esso privo di conduzione) intitolato www.raidueboysandgirls.com fino al 14 ottobre 2005. Nella stagione 2005/2006 il nuovo contenitore Random va in onda anche in edizione pomeridiana con la conduzione di Georgia Luzi e Silvia Rubino, ma in seguito i cartoni pomeridiani verranno del tutto cancellati. Nella stagione 2011/2012, infine, va in onda un nuovo contenitore simile a Solletico, intitolato Cartoon Magic.. Fino al 12 settembre 2010 anche Rai 3 ha proposto due programmi simili a Solletico, ovvero Trebisonda e la Melevisione; quest'ultima, in particolare, aveva un target di età prescolare, cioè adatta ad un'utenza d'età da 0 a 6 anni, mentre la prima tentò di coprire lo spazio che fu di Solletico.

## Contenuti

### Giochi a squadre
Questo programma ospitava un gruppo di ragazzi delle elementari o delle medie che, separati in due squadre (i "Ramarri Verdi" e le "Pantere Rosa)", si sfidavano in prove giocose, tra cui:
- Doremifasolletico, gioco musicale a squadre, dove i Ramarri Verdi e le Pantere Rosa devono rispondere a domande su video, gruppi musicali, cantanti o eventuali ospiti in studio o in collegamento.
- Solletiquiz, un ragazzo per ciascuna squadra deve rispondere ad alcune domande, mentre i membri della squadra avversaria gli fanno il solletico sotto i piedi.
- Suona con i piedi è la gara finale che prevede l'azione diretta di un ragazzo in studio e di uno a casa tramite la tastiera del telefono. Scopo è ricomporre una melodia, calpestando (il ragazzo in studio) una tastiera riprodotta sul pavimento, ed in caso di bisogno, il ragazzo poteva chiedere aiuto di un bambino da casa.

### Giochi interattivi
Anche i telespettatori da casa sono i concorrenti, grazie ad un centralino attivo 12 ore al giorno, raccoglie i loro consigli e suggerimenti. Tra le proposte ricordiamo:
- Pinguino Joe: un percorso tortuoso e pieno d'ostacoli, compreso l'orso polare Beo, che il pinguino, comandato dal giocatore al telefono, doveva superare nel minor tempo possibile, vincendo.
- Cico e Paco: analogo al precedente in cui il giocatore al telefono doveva comandare una scimmia, Cico, ed evitare che l'ippopotamo Paco lo raggiungesse e rubasse la sua banana
- Colora il quadro: veniva proposto un quadro famoso, prima colorato, poi in bianco e nero. Il giocatore al telefono doveva ricordare i colori e scegliere quelli giusti (da una tavolozza visibile sullo schermo) nel minor tempo possibile, insieme a un concorrente in studio.
- Joe Razz: proposto nel 1994, era un videogioco a piattaforme. In una prospettiva quasi tridimensionale (nuova per l'epoca), il protagonista era un bambino biondo col giubbotto viola, che, perso in un mondo fantastico e popolato da dinosauri doveva affrontare, comandato dal giocatore al telefono, un percorso insidioso, sempre strutturato in 3 livelli e ogni volta diverso fino alla via d'uscita. In seguito vi saranno altri scenari.
- Stellaris: proposto a partire dal 1995, era una vera e propria storia interattiva, le cui scene erano mostrate come cartoni animati. I protagonisti erano due ragazzi, Max e Silvia accompagnati dal robot-maggiordomo Greta, i quali, ora sulla terra, e ora in un mondo marino, si imbattevano in vari personaggi, ciascuno dei quali proponeva al giocatore una particolare sfida, soprattutto giochi di memoria. In particolare nel mondo marino è ricordata la Murena, custode della Barriera Corallina con la sua frase romanesca No volemo ficcanasi alla Barriera Corallina..., il ragioniere Ippocampo, Garcia l'Orca, che era un'orca-poeta, il dottor Dentice, il nemico Frida Friday. Il concorrente al telefono aveva un certo tempo a disposizione per andare avanti nella storia. Il successo di questi giochi permise alla Sacis di pubblicarne anche le versioni per PC.
- 4x1-4: veniva proposto una foto costituita da quattro immagini di altrettanti animali. Il giocatore al telefono doveva riconoscerli (ad ogni animate scovato veniva dato un premio).
- Tutti frutti: quattro concorrenti dovevano guidare altrettanti animali (un topino, una scimmietta, un orsetto e un alieno) alla ricerca di quattro frutti, con l'aiuto della tastiera telefonica.
- Solletic...Errore: all'interno della rubrica Io e la mia città, bisognava individuare l'errore contenuto nella "Video Cartolina".
- Soap-Papera: soap opera interpretata da Mauro Serio, le Solletichine, e da Fernando López (che racconta storie di vita quotidiana), con errori da far indovinare ai ragazzi a casa.

### Cartoni animati
Disney
- Aladdin [1ª TV]
- Bonkers - Gatto combinaguai
- Darkwing Duck
- DuckTales
- Ecco Pippo!
- Gargoyles - Il risveglio degli eroi
- La sirenetta - Le nuove avventure marine di Ariel
- TaleSpin

Anime
- Anna dai capelli rossi
- Charlotte
- Heidi[7]
- Mademoiselle Anne
- Sei in arresto![8] [1ª TV]

Hanna-Barbera
- 2 cani stupidi [1ª TV]
- Capitan Planet e i Planeteers
- Droopy: Master Detective
- Gatti Volanti [1ª TV]
- I pirati dell'acqua nera [1ª TV]
- Il giovane Robin Hood
- La famiglia Addams [1ª TV]
- Le avventure di Jonny Quest [1ª TV]
- The Flintstones - Gli Antenati
- The Jetsons - I Pronipoti

Vari
- Barbarossa [1ª TV]
- Biker Mice da Marte [1ª TV]
- Dog City
- Highlander - La serie animata [1ª TV]
- I Cowbuoi dell'Altopiano [1ª TV]
- I nuovi acchiappafantasmi
- Il fantastico mondo di Richard Scarry [1ª TV, solo primi 45 episodi]
- Il principe di Atlantide[9] [1ª TV]
- Jolanda, la figlia del Corsaro Nero [1ª TV]
- Jumanji[10]
- L'Uomo Ragno e i suoi fantastici amici
- La principessa Sissi [1ª TV]
- Le avventure di Tin Tin[11]
- Orson & Olivia[12] [1ª TV]
- Pel di Carota [1ª TV]
- Quasimodo [1ª TV]
- ReBoot [1ª TV]
- Renada[13] [1ª TV]
- Rupert[14]
- Sandokan - La tigre della Malesia[15] [1ª TV, solo prima serie]
- Spider-Man - L'Uomo Ragno[16] [1ª TV]
- Tommy & Oscar[17] [1ª TV]

### Telefilm
- Le storie di Farland
- Il mondo segreto di Alex Mack[18]
- Lassie[19]
- La nuova famiglia Addams[20]
- Le avventure della famiglia Robinson[21]
- Le simpatiche canaglie[22]
- Zorro (1957)
- Zorro (1990)[23]
- Tarzan
- I Dinosauri
- Dinosauri tra noi (Land of the Lost 1991)
- Boy Meets World (serie che in Italia sarà riproposta col titolo Crescere, che fatica! e andata in onda col titolo originale)
- Pippi Calzelunghe
- Hai paura del buio?

## Edizioni e conduttori
| Edizione | Stagione  | Titolo         | Conduzione       | Conduzione           | Conduzione                 | Conduzione                 | Conduzione       |
| -------- | --------- | -------------- | ---------------- | -------------------- | -------------------------- | -------------------------- | ---------------- |
| 1        | 1994      | Solletico      | Mauro Serio      | Elisabetta Ferracini | Michael Cadeddu Lenticchia | Michael Cadeddu Lenticchia | Michele Pezzoni  |
| 2        | 1994/95   | Solletico      | Mauro Serio      | Elisabetta Ferracini | Michael Cadeddu Lenticchia | Michael Cadeddu Lenticchia | -                |
| 3        | 1995/96   | Solletico      | Mauro Serio      | Elisabetta Ferracini | Michael Cadeddu Lenticchia | Michael Cadeddu Lenticchia | -                |
| 4        | 1996/97   | Solletico      | Mauro Serio      | Elisabetta Ferracini | Osso                       | Osso                       | -                |
| 5        | 1997/98   | Solletico      | Mauro Serio      | Elisabetta Ferracini | Osso                       | Osso                       | Tiziana Ferrario |
| 6        | 1998/99   | Solletico      | Mauro Serio      | Irene Ferri          | Fernando López             | Le solletichine            | Tiziana Ferrario |
| 7        | 1999/2000 | Solletico 2000 | Arianna Ciampoli | Michele La Ginestra  | Mauro Serio                | Mauro Serio                | Tiziana Ferrario |

## Sigla
La sigla del programma è scritta da Riccardo Cimino e composta da Chicco Santulli ed interpretata dagli stessi Serio e Ferracini con il Coro dei Piccoli Cantori di Milano diretti da Laura Marcora. Durante la terza strofa si sentiva il cuculo della famosa canzone Non m'annoio di Jovanotti. I musicisti che suonano nella sigla sono Massimo Mariello alla tastiera, Michele Centonze alla chitarra, Pier Foschi alla batteria e Saturnino al basso: questi ultimi tre componevano la band del già citato Jovanotti. Nel 1999 una seconda sigla intitolata Solletico So What riprende il tema della prima con qualche modifica.